# Mary Purcell
Mary Purcell (* 22. Mai 1949 in Dublin als Mary Tracey) ist eine ehemalige irische Leichtathletin, die sich auf den Mittelstreckenlauf spezialisiert hat. Ihren größten Erfolg feierte sie mit dem Gewinn der Bronzemedaille über 1500 Meter bei den Halleneuropameisterschaften 1980 in Sindelfingen. Sie gilt als Pionierin des irischen Mittel- und Langstreckenlaufs und stellte während ihrer aktiven Zeit zwölfmal einen irischen Landesrekord auf. 

## Sportliche Laufbahn
Erste internationale Erfahrungen sammelte Mary Purcell vermutlich im Jahr 1972, als sie bei den Olympischen Sommerspielen in München mit 2:04,18 min und 4:16,43 min jeweils in der Vorrunde über 800 und 1500 Meter ausschied. Im Jahr darauf wurde sie bei den Crosslauf-Weltmeisterschaften 1973 in Waregem nach 14:30 min 17. im Einzelrennen und 1974 schied sie bei den Europameisterschaften in Rom mit 2:04,0 min im Halbfinale im 800-Meter-Lauf aus und kam über 1500 Meter mit 4:15,1 min nicht über den Vorlauf hinaus. Bei den Crosslauf-Weltmeisterschaften 1976 in Chepstow lief sie nach 17:25 min auf dem 22. Platz ein und im selben Jahr schied sie bei den Olympischen Sommerspielen in Montreal mit 4:08,63 min in der ersten Runde im 1500-Meter-Lauf aus. Bei den Crosslauf-Weltmeisterschaften 1978 in Glasgow wurde sie nach 17:35 min 14. und im August gelangte sie bei den Europameisterschaften in Prag mit 9:11,9 min auf den 15. Platz im 3000-Meter-Lauf. Im Jahr darauf belegte sie bei den Crosslauf-Weltmeisterschaften 1979 in Limerick nach 17:26 min den sechsten Platz und 1980 gewann sie bei den Halleneuropameisterschaften in Sindelfingen in 4:14,2 min die Bronzemedaille über 1500 Meter hinter Tamara Koba aus der Sowjetunion und der Polin Anna Bukis. Nur eine Woche später erreichte sie bei den Crosslauf-Weltmeisterschaften in Paris nach 17:11 min auf den 61. Platz. Aufgrund mangelnder Chancen gegenüber gedopten Athletinnen aus der Sowjetunion verzichtete sie im selben Jahr auf ein Antreten bei den Olympischen Sommerspielen in Moskau. 1982 siegte sie in 2:38:49 h beim Limerick-Marathon sowie im Jahr darauf in 2:36:09 h beim Dublin-Marathon und beendete im selben Jahr ihre aktive sportliche Karriere im Alter von 33 Jahren.
1973 wurde Purcell irische Meisterin im 800-Meter-Lauf sowie von 1972 bis 1976 und 1978 und 1980 über 1500 Meter. Zudem wurde sie 1973 und 1980 Landesmeisterin im Crosslauf sowie 1982 im Marathon.

## Persönliche Bestleistungen
- 800 Meter: 2:02,8 min, 2. September 1974 in Rom
- 1500 Meter: 4:08,63 min, 28. Juli 1976 in Monreal
  - 1500 Meter (Halle): 4:14,2 min, 2. März 1980 in Sindelfingen
- Meile: 4:30,52 min, 9. Juli 1978 in Gateshead
- 3000 Meter: 8:53,10 min, 9. August 1978 in Dublin
- Marathon: 2:38:49 h, 1982 in Limerick

## Auszeichnungen
- Athletics Ireland Hall of Fame: 2018[3]